# Netafim
A Netafim é uma fabricante israelense de equipamentos de irrigação. A empresa produz gotejadores, tubos gotejadores, aspersores e microemissores. A Netafim também fabrica e distribui tecnologias de gerenciamento de safra, incluindo sistemas de monitoramento e controle, sistemas de dosagem e software de gestão de safra, bem como uma variedade de serviços, incluindo irrigação gerenciada, assessoria agronômica e operação e manutenção. Em 2012, a Netafim era a líder global no mercado de rápida expansão de gotejamento e microirrigação. Neste mercado era a maior fornecedora geral de sistemas de irrigação por gotejamento, com uma participação de mercado global de 30%.

## Linha do tempo
- 1960-1965 - O engenheiro de água e inventor Simcha Blass realiza testes no primeiro dispositivo gotejador do mundo.[3]
- 1965 - Kibutz Hatzerim assina acordo com Blass para estabelecer a Netafim
- 1966 - lança o primeiro gotejador comercial do mundo
- 1978 - Introduz o primeiro gotejador com compensação de pressão (PC) do mundo
- 1981 - abre a primeira subsidiária fora de Israel
- 1998 - Fusão em uma única corporação
- 2007 - Apresenta o primeiro gotejador de baixo fluxo do mundo
- 2011 - Os fundos Permira adquirem o controle acionário por € 800 milhões[4]
- 2013 - Nomeada Laureada do Stockholm Industry Water Award de 2013 (SIWI) [5]

## Produtos
A Netafim produz sistemas de irrigação por gotejamento e outras tecnologias de água destinadas a aumentar a produtividade e melhorar a produção agrícola, preservando a qualidade e a quantidade de água e a fertilidade do solo. Os produtos da empresa são projetados para fornecer soluções nas áreas de irrigação eficiente, controle e agronomia para uma variedade de culturas de campo, pomares e vinhedos cultivados sob variadas condições topográficas e climáticas em todo o mundo.

## Presença global
Em 1981, a empresa abriu a NII, sua primeira subsidiária internacional, nos Estados Unidos. Hoje a Netafim mantém 33 subsidiárias e 17 fábricas em todo o mundo, e emprega mais de 5.000 trabalhadores. Em janeiro de 2014, foi anunciado na Bloomberg que a Netafim havia ganhado um contrato de projeto de água de US$ 62 milhões para construir uma rede automatizada de dutos de água no estado de Karnataka, no sul da Índia. Desde então, a Netafim ganhou mais 7 projetos de irrigação comunitária na Índia, cobrindo um total de 106.000 hectares e 97.000 agricultores. Em março de 2016, foi anunciado no Globes que a Netafim ganhou um projeto de 200 milhões na Etiópia para fornecer uma solução de irrigação ponta a ponta para uma plantação pela empresa açucareira do governo etíope. Em março de 2019, a Netafim ganhou um projeto de US$ 60 milhões em Ruanda para desenvolver um pólo de agronegócio.

## Irrigação por gotejamento e sustentabilidade
A Netafim está envolvida em várias iniciativas globais de sustentabilidade. A empresa é membro do UN CEO Water Mandate e UN Global Compact (UNGC), e foi nomeada Laureada do Stockholm Industry Water Award de 2013 por sua contribuição para a gestão sustentável da água. De acordo com fontes da empresa, o uso de irrigação por gotejamento para arroz e tomate reduz os gases de efeito estufa e o óxido nitroso associados à proliferação de algas.